# Bryum coelophyllum
Bryum coelophyllum là một loài rêu trong họ Bryaceae. Loài này được D.C. Eaton mô tả khoa học đầu tiên năm 1892.